# Broquiers
Broquiers – miejscowość i gmina we Francji, w regionie Hauts-de-France, w departamencie Oise.
Według danych na rok 1990 gminę zamieszkiwało 218 osób, a gęstość zaludnienia wynosiła 75 osób/km² (wśród 2293 gmin Pikardii Broquiers plasuje się na 780. miejscu pod względem liczby ludności, natomiast pod względem powierzchni na miejscu 1062.).